# Slut
Slut (v překladu z angličtiny „coura“) je česká  kapela. Slut začínali jako čistě „tvrdá“ parta, později se jejich koncerty proměňovaly na rytmické rituály s nádechy dubu a reggae za účasti dvou perkusionistů a DJe , v současné sestavě hraje temný hypnotický noise.

## Historie

### Vznik a počátky
Skupina Slut vznikla na podzim roku 1991 spojením tehdejšího kytaristy skupiny Akutní otrava (Radek Albl) s rytmickou sekcí kapely Gummy Pig (Honza Hladík, Jan Žalud) v reakci na tehdy vznikající styl noise. Po několika prvních zkouškách přibrali jako vokalistu Jakuba Plachého, dalšího bývalého člena obou výše zmíněných kapel.
Cecil: „Byla to euforická doba, byla dva roky svoboda a všichni byli jak utržený ze řetězu. Jezdila sem tehdy obrovská spousta kapel z venku, který se sem chtěli samozřejmě podívat a klidně i zadarmo, takže na Sedmičce (Klub 007, Praha) byla každej tejden nějaká parta. Chodili jsme tam v podstatě na všechno, kupovali sme si desky a začali poslouchat i trochu jiný věci, než který jsme doteď znali. Začali jsme víc experimentovat a přesně o tomhle byli první Slut. Chtěli jsme, aby to byl takovej pokusnej nářez.“ Po několika testovacích sessions přichází první veřejné živé hraní na strahovské Sedmičce. Slut měli tehdy většinu věcí nedokončených a celé to vznikalo spontánně během hraní. Hrádek: „Bylo to tehdy hodně o improvizaci, každej koncert byl úplně jinej.“ Další vystoupení se konala v tehdejším klubu U Zoufalců (Celetná ulice, Praha – klub již neexistuje), který se stal na poměrně dlouhý čas centrem alternativního dění v tehdejší Praze. Zkraje roku 1992 vydávají Slut své první oficiální demo, které natočili v půdním studiu Jámor tehdejšího studenta FAMU Ondřeje Ježka.
Cecil: „Myslim, že se nám díky Ondrovi podařilo přesně zachytit náladu a zvuk, myslim, že tahle kazeta byla určitě jedna z prvních kytarovejch noisovek v Čechách, a že se díky tomu o Slut dozvědělo dost lidí. Řek bych, že sme si tím získali i kapku respektu u tehdejších hudebních novinářů.“ Demo se jmenovalo Sex Sucks.

### První dvě oficiální nahrávky
Přichází doba příležitostného hraní v klubech, letních festivalech a předskakování několika zahraničním kapelám. Vyvrcholením je pravděpodobně účast na festivalu Traffic Jam na pražském Výstavišti, kde Slut hrají s kapelami jako Headcrash, Spermbirds nebo Boo-ya-tribe. To už ale v nové sestavě a s novou deskou v kapse. Na konci roku 1993 totiž skupinu opouští bubeník Honza Hladík (nyní[kdy?] fungující jako dubstepový mág The Oggg aka WR1NG alias Port Brasta Crew), který se chce naplno věnovat svému novému projektu Mud Pies. Krátce po tom odchází i Honza Žalud – Ganjalood (v současné době[kdy?] basák pražských OTK) a do Slut přichází mladá míza, bubeník Jakub Živnůstka (ex-Naked Souls) a na basu Tomáš Otradovec (ex-Hispano Souza). V tomto složení Slut nahrávají svoje první regulérní album Get Some Slut… Or Fuck Yourself ve studiu Vintage v Průhonicích. Mixu a produkce se opět ujal Ondřej Ježek a vytvořil kapele tehdy naprosto unikátní „západní“ zvuk. Deska je přijata více než příznivě jak mezi posluchači a fanoušky, tak mezi odbornou veřejností, o Slut se začíná hodně mluvit a psát. Skupina se snaží co nejvíc koncertovat, jezdí po klubech po celé republice a připravuje materiál na další desku. Tu vydává v roce 1996 u značky Polygram. Slut se tak stávají vlastně první českou opravdu tvrdou kapelou, která vydává desku u zahraničního major labelu. Album Smell Me se křtí ve vyprodaném klubu Bunkr (Petrské nám. Praha – klub již neexistuje) a Slut si na křest pozvou jako hosty další dvě velká jména, ale hlavně velké kamarády Gnu a Meat House Chicago I.R.A. Desku, která vznikala opět v průhonickém studiu Vintage, tentokrát kromě již dvorního producenta Ondřeje Ježka (producent nahrávky) dával dohromady i Jonathan Burnside (producent mixu), který spolupracoval mimo jiné s Depeche Mode, Faith No More, Nirvanou a Melvins. Výsledkem byl nejen syrový a nabroušený zvuk desky, ale též doslova spříznění duší mezi Slut a Jonatahnem, které vyústilo natočením společné skladby (Walking Man, objevila se na kompilačním albu Deamonstrational z roku 1998).

Cecil: „No, bylo to něco co nepotřebuje moc komentář, Jonathan nám sednul a myslim, že i my jemu, vlastně vod tý doby co sme ho vyzvedli na letišti to byl nepřetržitej čtrnáctidenní mejdan.“
S vydání Smell Me začíná pro Slut období, které do té doby nepoznali. Objevují se v televizi, poskytují rozhovory, jejich videoklip ke skladbě Hey Girl je celkově druhý za rok 1997 ve videohitparádě Kolotoč (pořad „60“ ČT2 – již neexistuje), videoklip k What The Fuck You Want je jedním z nejfrekventovanějších v klipovém odpoledním pořadu S.O.S. (televize Premiéra – v současnosti Prima). Ale co je nejdůležitější, Slut hrají na opravdu velkých a prestižních akcích s opravdu velkými jmény: Prodigy, Ministry, Voivod, Jesus Lizard, Cows, Gary Floyd Band, Iggy Pop, Godflesh atd.
Cecil: „Myslim, že sme si tehdy ani moc neuvědomovali co se děje, a nebo spíš nám to bylo dost jedno, rád bych k tomu řek něco víc, ale z tohodle období si toho moc nepamatuju…“

### Období kolem alba Luftganja
Po úspěších s albem Smell Me se v kapele objevily rozpory o tom, jak pokračovat. Díky sílícímu komerčnímu tlaku ze strany Polygramu, který by rád viděl novou desku, vznikaly nové věci (demonahrávka Childs Play Animals), které byly ovšem dost průměrné a dá se tak vlastně mluvit o první větší tvůrčí a ideové krizi uvnitř kapely. Krize vyvrcholila rozchodem Slut s Polygramem a odchodem Tomáše Otradovce. Na jeho místo přichází ostřílený pardál Petr „Buřtip“ Štěpánek (ex F.A.S., Tři sestry, Fisherman) a také díky němu dostávají Slut nový impuls a chuť do nových věcí.
Hrádek : „Měli jsme odjíždět na turné do Ameriky a neměli jsme basáka. Potkal sem Buřtipa a během vteřiny jsme byli domluvený. Dali jsme pár zkoušek, udělali nějaký nový věci, dali si generálku na Brodě (festival Rock for People, Český Brod) a vodjeli na 4 tejdny do Ameriky.“

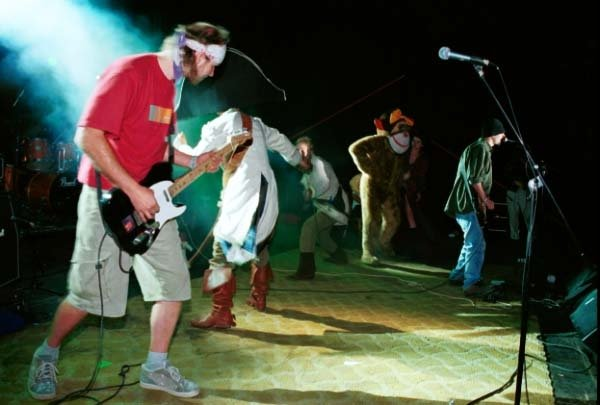

V USA odehráli Slut celkem šestnáct velice úspěšných koncertů ve čtrnácti městech. Buřtip: „ Úlet, pamatuju si jak mi při koncertě v New Orleans cpaly dvě striptérky prachy za triko. Ten koncert byl dost hustej, Honza (Šmejkal) to strašně vosolil, takže nakonec skoro všichni stáli venku před klubem a pařili tam..“
Na turné začala i spolupráce mezi Slut a Honzou Šmejkalem, který celé turné odjel jako zvukař a během té doby se stal vlastně dalším členem kapely. V současné sestavě hraje na druhou kytaru. Slut s sebou vezli speciálně pro tohle turné sestavené kompilační album Deamonstrational, které bylo mixem již vydaných, ale též zcela nových a raritních nahrávek. Deska se na koncertech dobře prodávala a Slut se vracejí domů s novou a jasnou představou jejich budoucí tvorby.
Cecil: „Vrátili sme se a bylo nám naprosto jasný kudy chceme jít. V tý době jsme chodili do klubu Wakata, kde pouštěl coby residentní DJ náš kamarád Pařba (DJ Skullfuck) a protože jsme hodně poslouchali i nekomerční taneční muziku a líbilo se nám jakym stylem Pařba hraje, domluvili jsme se s ním na spolupráci a začali dělat dohromady mixy kytarovejch věcí a různejch loopů, který pouštěl Pařba naživo z desek.“ Výsledkem byl materiál, který vyšel na desce Luftganja. Do brněnského studia již ale nejel s kapelou bubeník Jakub Živnůstka.
Cecil: „Domluvili jsme se s Milanem Gruberem (Indies Records), že by měli o naši novou desku zájem a nabídli nám jedno malý studio na kraji Brna, kde měli dohodnutý nějaký exklusivní podmínky, měli jsme studio zabukovaný a tři neděle před tím na koncertu v Chebu Žíva odešel uprostřed koncertu kakat a řek, že s náma už nebude hrát.“ Slut se narychlo domluvili s tehdejším bubeníkem skupiny Mikiho Pupík a kamarádem Tomášem Konůpkou (poté duchovní otec a bubeník skupiny Navigators, nyní Android Asteroid), kterého znali Slut ze společného působení v projektu První Hašiš (dubová odpověď na Křesťanovu Druhou trávu). Pod tímto jménem odehráli Slut celkem čtyři koncerty (dva na Ladronce, jeden na Sedmičce a závěrečný na free party v lomu nedaleko Máslovic). Tomáš souhlasil, že s nimi novou desku natočí.
Buřtip: „Bydleli jsme v Medlánkách na letišti v nějaký ubytovně a každý ráno jezdili do takový vily jak kráva do studia, kde jsme střídavě hráli nohejbal, nebo točili desku, byla to bomba.“ Zrodila se naprosto výjimečná deska Luftganja, která opět dostala Slut do médií. Písnička A Trip to Marrakech vedla několik týdnů Velkou sedmu (česká hitparáda, Radio 1). Zároveň si ji, ještě se skladbou Closer, vybral režisér Petr Zelenka jako ústřední melodii do svého filmu Powers, který vznikl jako součást krátkých povídek pro zahraniční produkci. Deska s velice nápaditým obalem (autor Ganjalood) vyšla v roce 1999 a křtila se na legendárním, dnes již neexistujícím pražském squattu Ladronka.

### Od prvního rozchodu do 2011

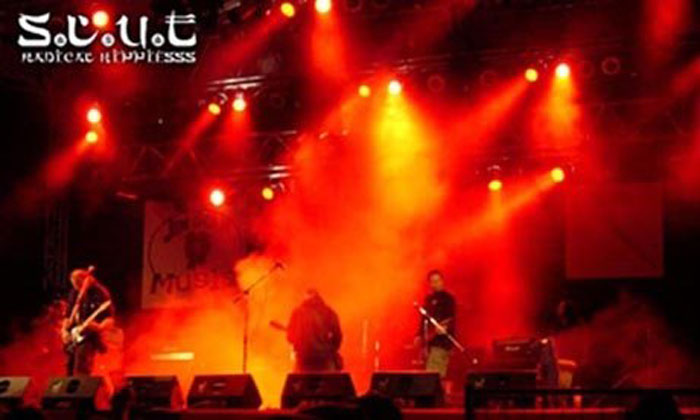

Ani v této době se Slut nevyhnuli rozporům a spíše osobní problémy některých členů měly za následek, že se skupina v roce 2000 na několik měsíců rozpadla. V roce 2001 se dala znovu dohromady a to v základní sestavě, tedy opět s Honzou Hladíkem a Ganjaloodem. Pátým členem zůstal DJ Skullfuck. Slut se vrátili ke svým noisovým kořenům a začali pracovat na nových věcech. U Ondřeje Ježka natočili album Nothing, které ale nikdy oficiálně nevyšlo a Slut se rozhodli definitivně uzavřít svoji pouť na svém posledním koncertu v pražském klubu Matrix. Po více než čtyřech letech odmlky se reinkarnovaná parta v roce 2006 dala znovu dohromady v sestavě: Tomáš Konůpka – bicí, Buřtip – basa, Hrádek – kytara, Honza Šmejkal – kytara, Cecil – zpěv, Dj Skullfuck – gramofony. Nový materiál a radikální zvuk byl zaznamenán na demosnímku Nuclear Winter Supersnowballs, který míchal Honza Šmejkal a který měl oficiálně vyjít na kapelním labelu Radical Hippies, ale kapela stačila odehrát opět pouze pár koncertů a Tomáš Konůpka oznámil svou potřebu a chuť věnovat se pouze Navigators. Slut se ocitli znovu bez bubeníka a tentokrát i bez zkušebny. V lednu 2009 objevili opuštěný prostor v jedné továrně, z kterého během půl roku vybudovali nejen novou zkušebnu, ale i nahrávací studio. V létě pak přišel nový bubeník Honza Švamberg a výsledkem je nový program sestavený jako průřez jejich dosavadní tvorby. Kapela vydává také záznam živého koncertu na DVD Live 007. V roce 2011 Slut na delší dobu přerušují činnost.

### Vedlejší projekty
Kytarista Hrádek po rozpadu Slut v roce 2011 spoluzakládá Slaves of Stadium Rock, spolu se členy Anyway, Plexis a Landmine Spring a celkem rychle vydávají debutovou desku. Po vydání druhé desky SOSR II, už s novým basákem Paulem Symes (-ex Bullet Union ), odehrají ještě sezónu a přeruší činnost.
Hrádek se pak realizuje kromě hostování ve Střešovické kramli, hlavně v projektu Strom, kde se potkává Filipem Kolacím (ex Plexis) a Honzou Hladíkem, kterého záhy nahradil Borek Ondráček ( ex Švihadlo). Strom hraje příležitostně i v současnosti. Zbytek kapely po zhruba roční pauze posiluje druhý vokalista Murphy No Cow (ex-Mud Pies) a pod názvem ARE YOU LOCAL? vystupují na pražské Sedmičce. Koncem roku 2014 vychází nové CD, pojaté jako soundtrack k autorskému komiksu.

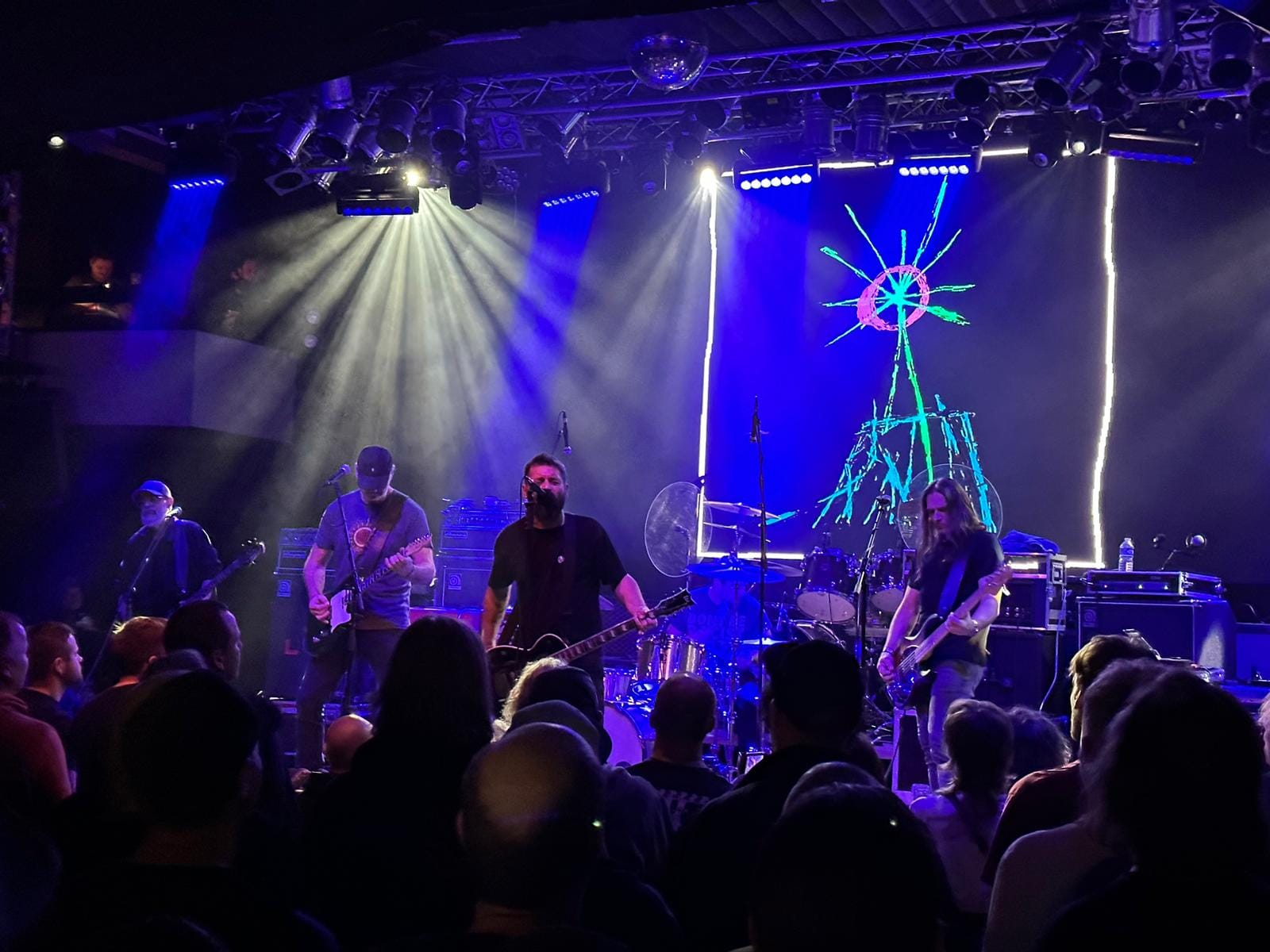

### Současnost
V roce 2018 se potkávají Hrádek s Jakubem a domlouvají reunion sestavy z období Smell me . Připojuje se Tomáš Otradovec ze staré sestavy.
Za Jakuba "Žívu" Živnůstku přichází Hanka Gasseldorferová (ex Miroslav Imrich a Tango (bicí), Fittipaldi is dead (bicí) Michal Šeps & Tewahedo MoM (vokál), Nikol Fischerová & Metanoia (perkuse) atd...). Po roce a půl odchází Tomáš Otradovec, nahrazují ho Jan "Jelen" Lžičař (ex The Group ) a Jan "Hóna" Šimůnek (ex Pepa Pilař & Classic r'n'r Band, Herr U-bahn, 158, Baron Samedi, Píča, Galanti atd ...) Sestavu doplnil ještě Jan Hejl (ex Lonely Virgin Robots, Mimosmysly) na klávesy a konečně Jarda Zetel jako VJ, který se staral o vše kolem pódiových projekcí. Od ledna 2021 nahrazuje Hanku za bicíma Jan "Sváča" Svačina ( ex  Please The Trees, Katastr, Veena). V této sestavě zkouší Slut v době karantény v prázdném areálu duchů v Nademlejnské ulici nový program, který nahrávají koncem května 2021 v Golden Hive Studiu s Michalem "Amákem" Šťastným.
Album Spirit of Brotherhood  vychází konečně po "lehkém" produkčním a masterovém kolečku mezi Ondrou Ježkem a Jonathanem Burnsidem a záhy zase Amákem, na jaře roku 2023. Vydává ho Kabinet records. K němu kapela jede pár koncertů včetně vydařeného předskakování legendám Helmet v pražském LMB a taky vydává klip k písničce Im on Fire . 
Na jaře 2024 oznamuje Sváča že nestíhá se Slut dál koncertovat a tak hraje poslední (skvělej) koncert na pražském výstavišti v prostoru Džungle BKAO. 
Na podzim naskakuje do sestavy Svatopluk Sváťa Čech ( ex Kritická situace , Support Lesbiens ). Kapela jede na týdenní legendární soustředění do Soulkostela ve Vernéřovicích, kde s Ondrou Ježkem a trochu i Michalem Amákem nahrávají 5 nově vzniklých atmosférických věcí a zakončují pobyt koncertem společně s Meat house Chicago I.R.A a OTK ...   V současnosti se nahrávka míchá a na jaře 2025 by mohla být vydaná ... 
Slut jsou stále tady a mají co zpívat !!!  

## Členové
- Současná sestava (2024):
  - Svatopluk "Sváťa" Čech (bicí)
  - Radek „Hrádek“ Albl (kytara)
  - Jakub Plachý (zpěv - kytara)
  - Jan "Hóna" Šimůnek (baskytara)
  - Jan "Jelen" Lžičař (baskytara)
  - Jan Hejl (Klávesy - samply)

Ve Slut také hráli:
- Dj Skullfuck aka dj Pařba
- Jakub Živnůstka (bicí)
- Tomáš Konůpka (bicí)
- Jan „Ganjalood“ Žalud (baskytara)
- Tomáš Otradovec (baskytara)
- Honza „Öggg“ Hladík (bicí)
- Tomáš Vokurka (bicí)
- Petr Štěpánek (baskytara)
- Jan Šmejkal (kytara)
- Jan Švamberg (bicí)
- Michal Vavřina (djembe)
- Hanka Gasseldorferová (bicí)
- Jan "Sváča" Svačina (bicí)

a spousta dalších hostů

## Diskografie
- 1993 – Sex Sucks (demo, Scrapesound)
- 1994 – Get Some Slut … Or Fuck Yourself (LP, Scrapesound)
- 1996 – Smell Me (LP, Polygram)
- 1998 – Daemonstrational (kompilace, Scrapesound)
- 1999 – Luftganja (LP, Indies Records)
- 2002 – Nothing (LP, Radical hippies)
- 2009 – Nuclear Winter Supersnowballs (demo, Radical hippies)
- 2011 – Slut Live 007 DVD/CD (live, Radical hippies)
- 2023 – The Spirit of Brotherhood (LP,CD, Kabinet records)